# Kanton Entre-Deux
Kanton Entre-Deux (francouzsky Canton d'Entre-Deux) byl francouzský kanton v departementu Réunion v regionu Réunion. Tvořila ho pouze obec Entre-Deux. Zrušen byl při reformě francouzských kantonů v roce 2014.